# Vorochta
De Oekraïense plaats Vorochta (Oekraïens en Russisch: Ворохта; Pools: Worochta) is gelegen in het stadsdistrict Jaremtsje in het zuidwesten van de oblast Ivano-Frankivsk. Vorochta is een populaire toeristische bestemming, wat komt doordat de plaats in de nabijheid van de berg Hoverla ligt, de hoogste berg van Oekraïne. Er zijn in Vorochta meerdere wintersportfaciliteiten. De plaats, gelegen aan de bovenloop van de rivier Proet, wordt omringd door het Nationaal Park Karpaten.

## Algemene informatie
De eerste referentie naar Vorochta dateert uit 1820. De legende gaat dat hier een soldaat heeft gewoond met de naam Vorochta, die bijzonder geliefd was bij de boeren in de regio vanwege zijn wijsheid. Na zijn dood zou het dorp naar hem vernoemd zijn.
Het oudste gebouw in Vorochta is een houten kerk. De kerk werd oorspronkelijk in het dorp Jabloenytsa werd gebouwd, maar werd in 1780 verplaatst naar Vorochta. De bouwstijl is typisch voor de Hoetsoelbevolking.
Een ander opmerkelijk object is een stenen spoorbrug. De brug werd gebouwd in opdracht van het bestuur van Oostenrijk-Hongarije. De beslissing om de brug te bouwen viel al in 1870, maar men begon pas in 1894 met de bouw. De brug heeft een lengte van 130 meter en een centrale boog van ongeveer 65 meter. Daarmee is het een van de langste stenen spoorbruggen van Europa en een van de weinige in Oekraïne die de Tweede Wereldoorlog overleefd hebben.

## Galerij

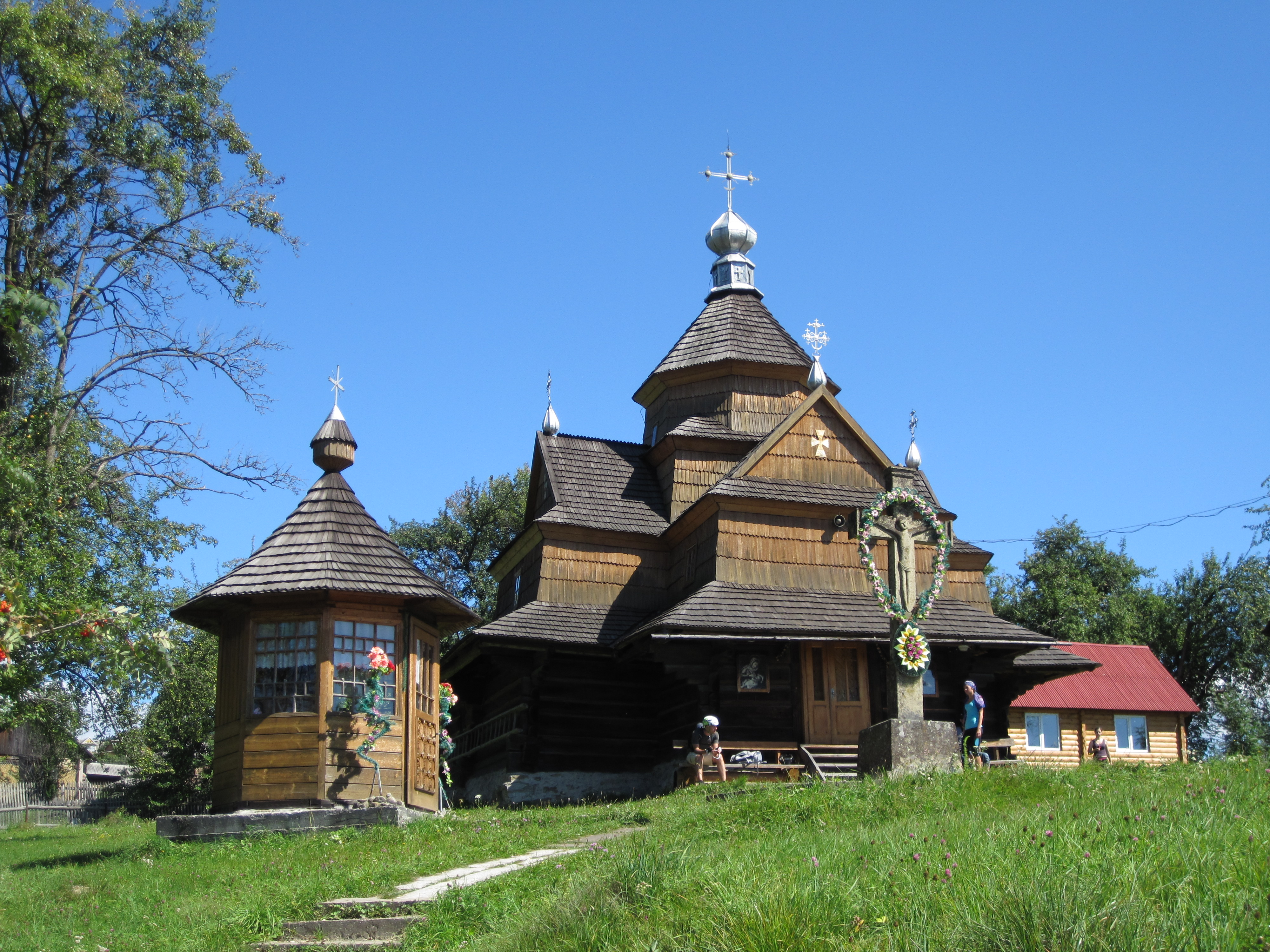
Monumentale houten kerk in Vorochta.
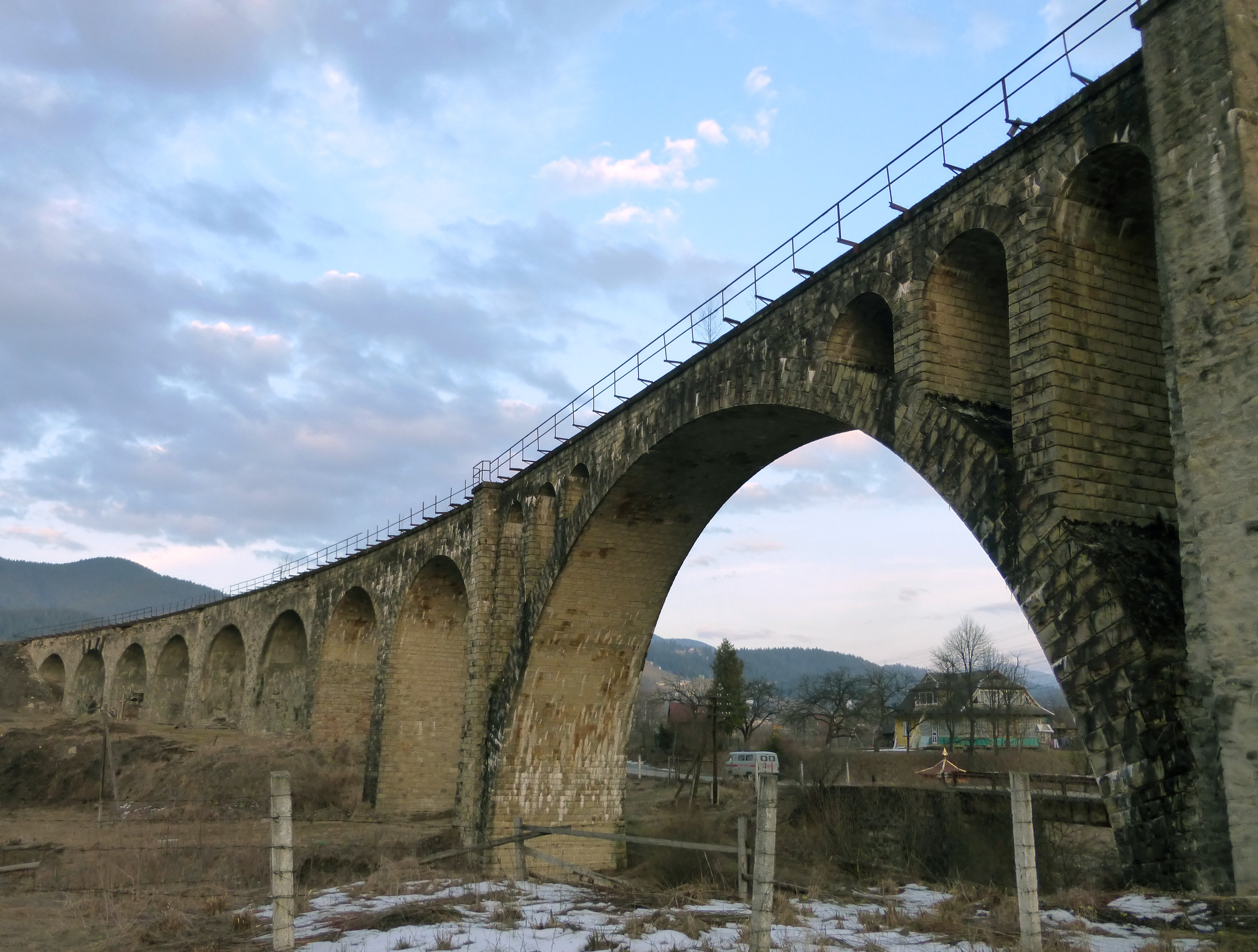
Stenen spoorbrug over de Proet.
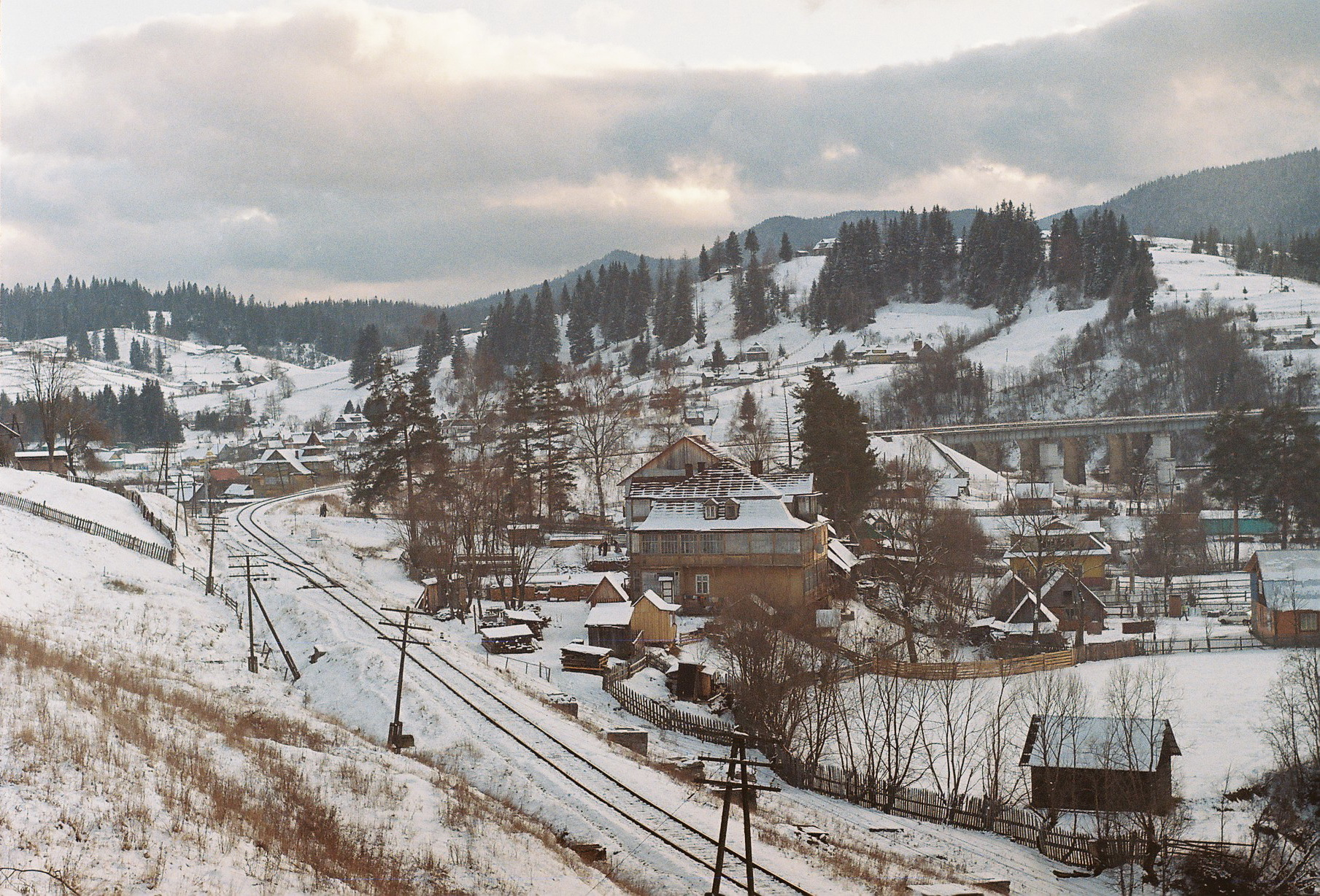
Vorochta in de winter.
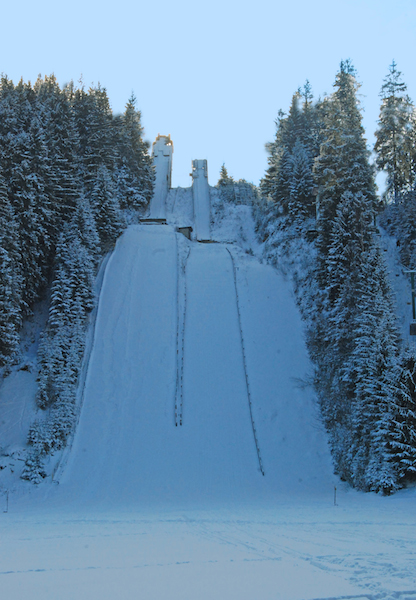
Skibaan.
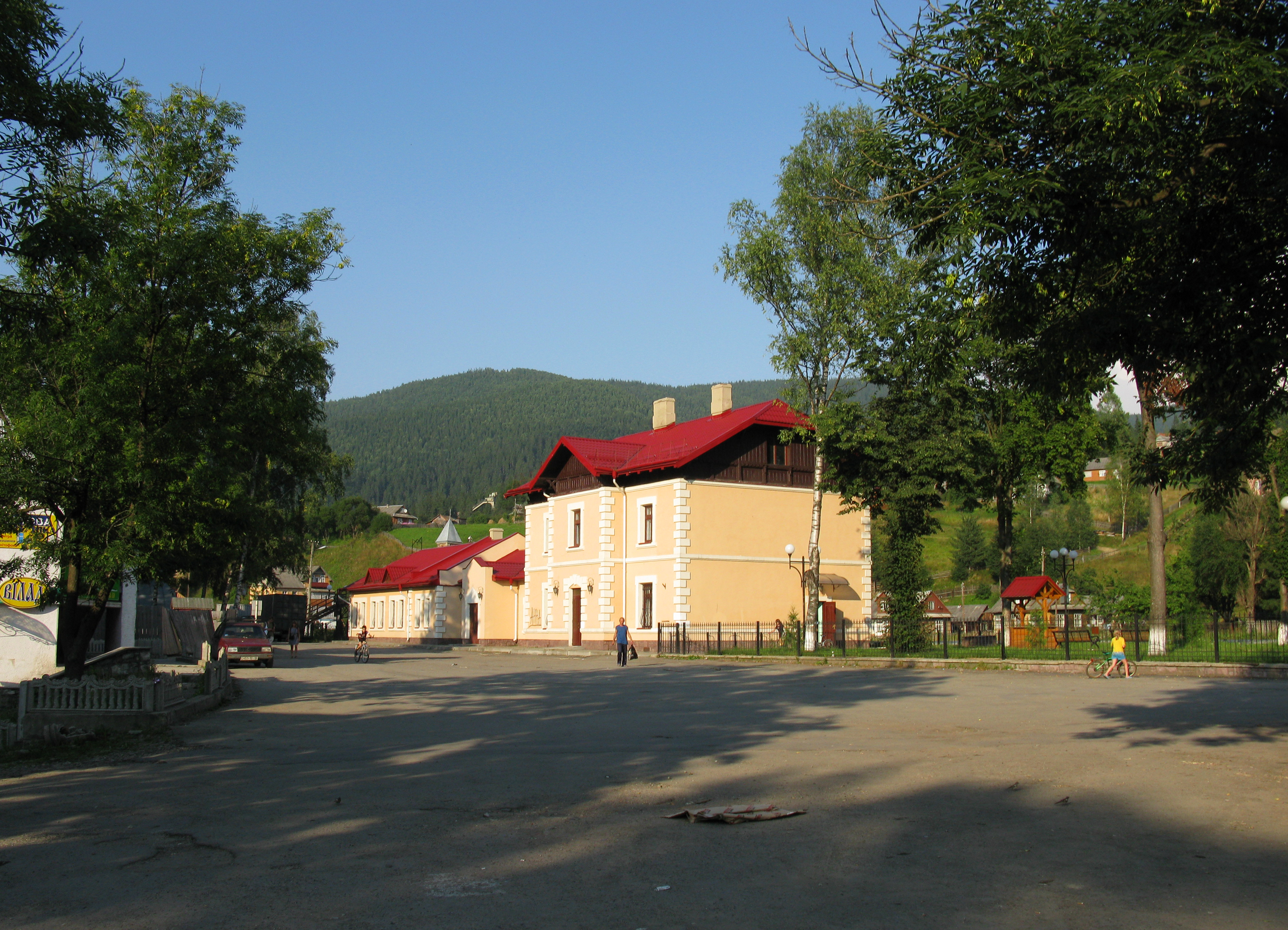
Stationsgebouw van Vorochta.